# Интернет в Эритрее
Интернет в Эритрее, как и другие средства телекоммуникации, находятся под полным контролем правительства Эритреи. По данным Международного союза электросвязи, доступ к интернету имеет не более 1 % населения; это один из самых низких показателей доступа в Интернет в мире. На 2018 год количество пользователей интернета составляло 71 тысячу человек. На июнь 2021 года уровень проникновения Facebook составил 0,2 %. По данным BBC, интернет недоступен через мобильные телефоны.

## Доступ
Единственный мобильный оператор Эритреи — EriTel, который предоставляет услуги низкого качества (по данным Академии Дойчевелле, правительство специально создает помехи в качестве интернета). Интернет цензурируется властью; такие сайты, как Facebook, Твиттер, доступны только через Wi-Fi — в мае 2019 года в стране закрыли доступ к социальным сетям. На многие сайты можно зайти только через VPN.

## .er
Домен верхнего уровня Эритреи — .er. Регистратор доменных имён — EriTel; спонсор — министерство транспорта и связи Эритреи. Домен зарегистрирован в 1996 году.
Всего в домене .er зарегистрировано менее 70 сайтов.

## Википедия
Один из основных языков Эритреи — тигринья. Существует раздел Википедии на этом языке: ti.wikipedia.org, в котором на 2021 год всего 216 статей. Данные о блокировке Википедии в Эритрее отсутствуют.